# Кангур, Калью
Ка́лью Ка́нгур (эст. Kalju Kangur; 25 октября 1925, Вана-Куусте, Тартумаа — 15 января 1989, Тарту) — эстонский писатель, поэт и переводчик. Русскоязычным читателям известен в первую очередь как автор сказки «Тимбу-Лимбу, её придворные и мельники-снеговики».
Учился в Тарту в гимназии Хуго Треффнера с 1939 по 1944 год. Его стихи впервые были напечатаны в газете Postimees в 1943 году. С 1949 году регулярно печатался в периодике. Первая книга стихов Кангура была издана в 1957 году. В 1960 году был принят в Союз писателей Эстонской ССР. Писал, среди прочего, сонеты, хайку и эпиграммы. Получил известность также как детский писатель.
Произведения Калью Кангура были переведены на английский, итальянский, латышский, литовский, немецкий, русский, финский и другий языки. Кангур также сам переводил с русского на эстонский, включая произведения Пушкина.

## Произведения

### Детские
- 1963 — Konnakübar (сборник стихотворений)
- 1966 — Hajameelne tramm (сборник стихотворений)
- 1966 — Puud, mis virvendavad lindude laulust
- 1969 — Timbu-Limbu õukond ja lumemöldrid (повесть). Русский перевод: «Тимбу-Лимбу, её придворные и мельники-снеговики». — Таллин: Ээсти раамат, 1973.
- 1973 — Kuningalinnalood (сборник рассказов)
- 1975 — Päikesepaiste krobelistel kuusetüvedel
- 1977 — Laulumaja»
- 1979 — Unenäod kristallkohvris
- 1982 — Kuldsed krabid
- 1985 — Tiritammetõrud» (сборник стихотворений)

### Поэзия
- 1957 — Mööda jalgteid
- 1959 — Üksainus rukkipea
- 1969 — Kivid ja kajad
- 1973 — Vale mees vaadis
- 1977 — Härmalõngad
- 1979 — Sonetid
- 1981 — Portselantantsud (сонеты)
- 1982 — Möödumatus (сонеты)
- 1986 — Juturaamat
- 1988—1989 — Sonetiraamat

### Переводы
- 1969 — Ruslan ja Ludmilla (Александр Пушкин)
- 1972 — Ööbikuaed (вместе с др. переводчиками; Александр Блок)
- 1974 — Valik luulet (Александр Пушкин)
- 1978 — Nägemise ülistus (Валерий Брюсов)
- 1982 — Päikesetempel (Иван Бунин)
- 1986 — Viinamäesügis (Вячеслав Иванович, Фёдор Сологуб, Михаил Кузмин)